# Covigliaio
Covigliaio is een plaats (frazione) in de Italiaanse gemeente Firenzuola, provincie Florence.